# Kecamatan Sukorejo (distrikt i Indonesien, Jawa Timur, lat -8,10, long 112,15)
Kecamatan Sukorejo är ett distrikt i Indonesien.   Det ligger i provinsen Jawa Timur, i den västra delen av landet, 600 km öster om huvudstaden Jakarta.